# Nautilus vitiensis
Nautilus vitiensis — вид головоногих молюсків родини Nautilidae. Описаний у 2023 році.

## Поширення
Ендемік Фіджі. Мешкає у водах поблизу острова Віті-Леву. Зразки були зібрані та зняті на відео на глибинах від 200 до 400 м.